# Бронделло, Сэнди
Сандра Энн «Сэнди» Бронделло (англ. Sandra Anne "Sandy" Brondello; род. 20 августа 1968 года, Маккай, Квинсленд, Австралия) — австралийская профессиональная баскетболистка, выступала в женской национальной баскетбольной ассоциации. Была выбрана на драфта ВНБА 1998 года в четвёртом раунде под 34-м номером клубом «Детройт Шок». Играла в амплуа атакующего защитника. Член Австралийского баскетбольного зала славы с 2010 года. По окончании спортивной карьеры вошла в тренерский штаб команды «Сан-Антонио Силвер Старз». В настоящее время является главным тренером команды «Нью-Йорк Либерти».

## Ранние годы
Сэнди Бронделло родилась 20 августа 1968 года в городе Маккай (штат Квинсленд).